# Scoliocentra nigrinervis
Scoliocentra nigrinervis – gatunek muchówki z rodziny błotniszkowatych i podrodziny Heleomyzinae.
Gatunek ten opisany został w 1918 roku przez Einara Wahlgrena jako Helomyza nigrinervis.
Muchówka o ciele długości od 4,25 do 5 mm. Na głowie ma jedną parę wewnętrznych szczecinek ciemieniowych. Głaszczki jej są jednobarwne. Czułki mają pierwszy człon biczyka pomarańczowy z brązowym wierzchołkiem. Tułów jej cechuje się obecnością szczecinek na propleurach, kilkoma szczecinkami na przedpiersiu, jedną parą szczecinek na katepisternum, szarożółtym postpronotum oraz nieowłosionymi anepimeronem i zaszwową częścią anepisternum. Użyłkowanie skrzydła odznacza się przyciemnionymi przednimi i tylnymi żyłkami poprzecznymi. Tylna para odnóży samca ma uda z grzebykiem szczecinek na stronie wewnętrznej. Odwłok samicy cechuje rozdwojony sternit ósmy. Samiec ma zwężone ku szczytowi przysadki odwłokowe, krótki bazystylus i szeroki, w zarysie okrągławy distystylus.
Owad znany z Niemiec, Norwegii, Szwecji, Finlandii, Estonii, Szwajcarii, Polski, Czech, Słowacji, Rumunii, Rosji i gór Azji Środkowej. Zalicza się go do gatunków arktyczno-alpejskich lub borealno-górskich. W Polsce znany tylko z dużych wysokości na terenie Beskidu Żywieckiego i uznawany za relikt postglacjalny. Larwy są saprofagiczne. Owady dorosłe są aktywne od listopada do kwietnia i należą do fauny naśnieżnej. Kopulują na wiosnę, zwykle po ustąpieniu pokrywy śnieżnej.